# Matlalxochtzin
Matlalxochtzin (modern Nahuatl pronunciationⓘ) fue hija de Tlacacuitlahuatzin, el primer tlatoani (gobernante) de Tiliuhcan, una de las entidades políticas (altépetl) del pueblo tepaneca en el Valle de México durante el periodo Postclásico Tardío de la cronología mesoamericana. Nació en Tiliuhcan después de que su padre fuera elevado como tlatoani—su padre Huehuetzin (abuelo de Matlalxochtzin) había sido líder en Tiliuhcan pero sólo tenía el rango de guerrero águila.
Matlalxochtzin y su hermana mayor Miyahuaxochtzin fueron enviadas a la fortaleza mexica de Tenochtitlan para casarse con dos hijos de Acamapichtli, el fundador de la línea dinástica imperial azteca. Miyahuaxochtzin se convirtió en esposa de Huitzilíhuitl, mientras que Matlalxochtzin fue tomada por su hermano menor Tlatolqaca.